# Arena da Amazônia
A Arena da Amazônia – Vivaldo Lima, ou simplesmente Arena da Amazônia, é um estádio multiuso localizado na cidade de Manaus, capital do Amazonas. Foi construída no mesmo local antes ocupado pelo Estádio Vivaldo Lima. A homenagem ao velho entusiasta do esporte amazonense, Vivaldo Lima, que havia no nome do estádio anterior, foi mantida no nome do estádio "Arena da Amazônia – Vivaldo Lima" para preservar a história do futebol local (Lei 3.966 de 9 de dezembro de 2013 publicada no Diário Oficial do Estado do Amazonas).
O estádio construído para ser utilizado como uma das 12 sedes da Copa do Mundo FIFA de 2014 e foi inaugurado em 9 de março de 2014. O arquiteto autor de seu projeto é Ralf Amann do escritório alemão GMP.
O custo de sua construção foi dividido em 25% para o Governo Estadual do Amazonas e 75% ao BNDES.  A empreiteira Andrade Gutierrez foi a vencedora da licitação para a construção. Em fevereiro de 2015, o estádio foi eleito o "segundo melhor estádio do ano de 2014" pelo site inglês “Stadium DataBase” em uma enquete realizada por um júri selecionado pelo próprio site.

## A arena

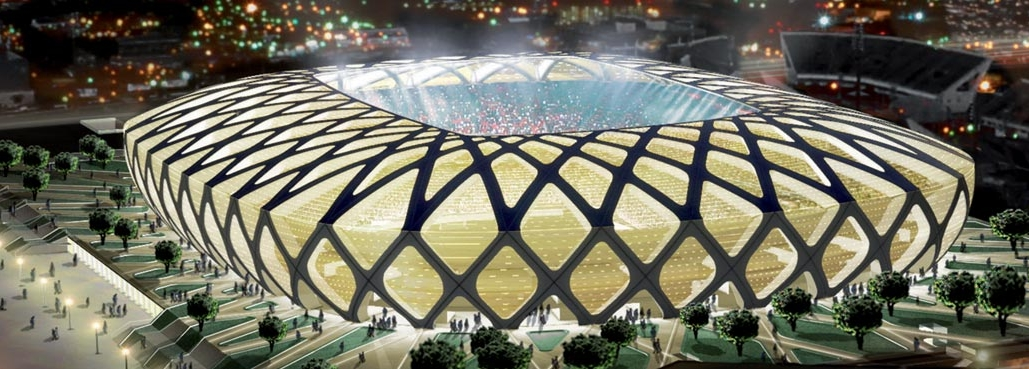
Arte conceitual da Arena da Amazônia

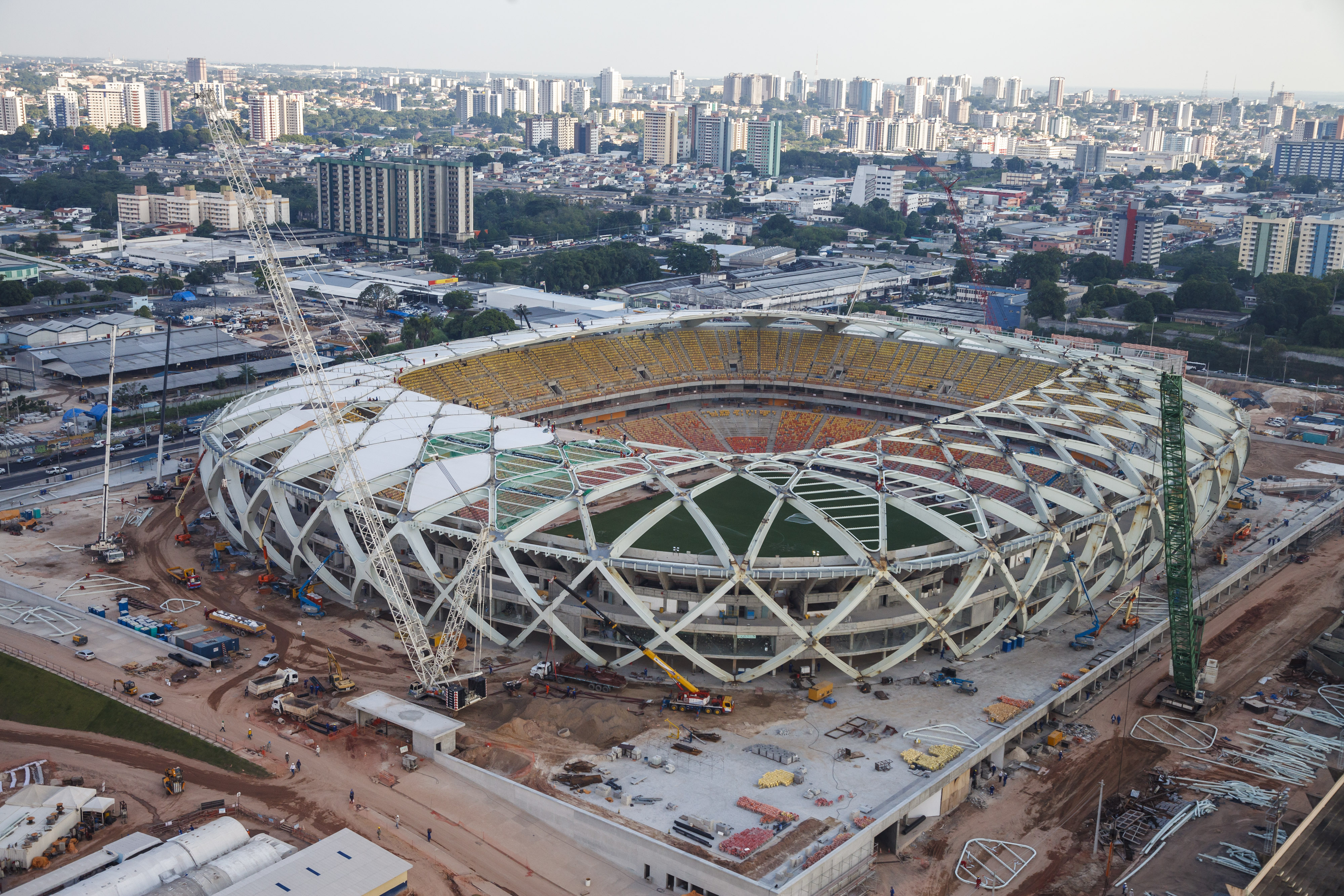
A arena em construção em 2013

Com arquitetura inspirada na floresta amazônica que rodeia a cidade de Manaus, a Arena da Amazônia é um estádio totalmente novo, construído de acordo com premissas de sustentabilidade e localizado estrategicamente entre o Aeroporto Internacional de Manaus e o centro histórico da capital amazonense.[carece de fontes?]
O estádio tem capacidade para 44 mil torcedores e conta com camarotes, elevadores, quatrocentas vagas para estacionamento subterrâneo, acessibilidade para portadores de necessidades especiais, restaurante, sistema de aproveitamento de água da chuva, estação de tratamento de esgoto e ventilação natural para redução do consumo de energia.[carece de fontes?]
Localizado entre as avenidas Constantino Nery, Pedro Teixeira e Loris Cordovil, no lugar antes ocupado pelo antigo Estádio Vivaldo Lima, a Arena da Amazônia fica ao lado do Sambódromo de Manaus, do novo Centro de Convenções do Amazonas e da Arena Poliesportiva Amadeu Teixeira.[carece de fontes?]
A inauguração e a primeira partida ocorreram em 9 de março de 2014 entre as equipes do Nacional e Remo. O jogo foi válido pela Copa Verde 2014 e terminou em 2–2. O gol inaugural do novo estádio foi do zagueiro Max, do Remo, aos 32 minutos da etapa inicial. Público recorde foi de 44.896 torcedores, pela final do Campeonato Brasileiro da Série D, entre Manaus (AM) e Brusque (SC), jogo vencido pelo time catarinense nos pênaltis.[carece de fontes?]

### Estrutura

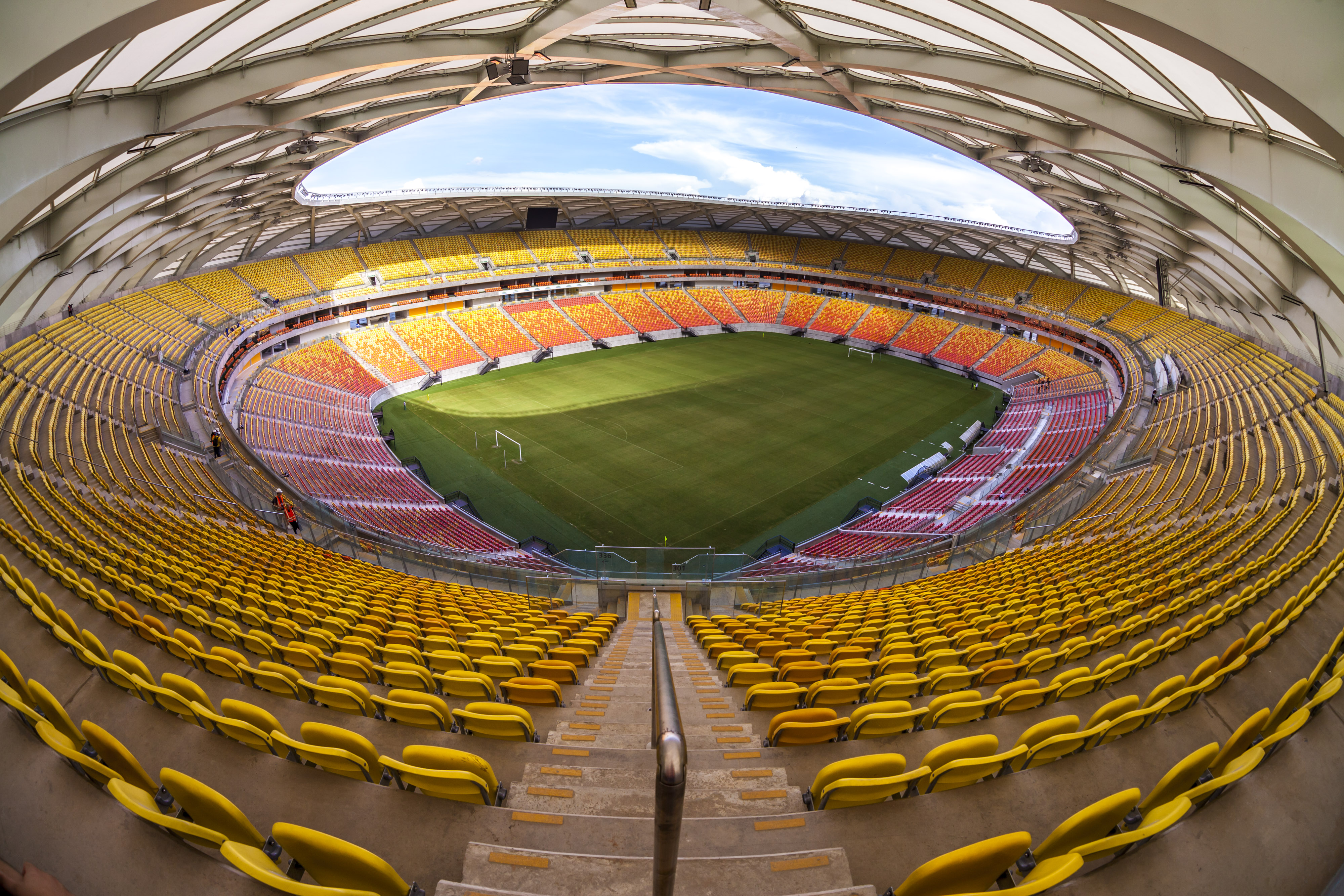
Interior da Arena

O projeto do estádio procurou uma solução altamente eficiente e funcional, preenchendo todos os requisitos da FIFA e ainda provendo uma imagem muito característica que pudesse refletir a identidade única de Manaus e da Região Amazônica. Inspirado na fascinante diversidade e formas da Floresta Amazônica, o projeto do estádio foi desenvolvido de acordo com os conceitos mais avançados em arquitetura sustentável.[carece de fontes?]
O uso de tecnologias inovativas e conceitos como o reuso de águas, resfriamento geotérmico, uso de bioetanol e ventilação natural auxilia tanto na redução dos consumos energéticos quanto no nível das emissões. As arquibancadas, assim como o estacionamento no entorno, foram executados em concreto, em sua maioria utilizando-se elementos pré-fabricados.[carece de fontes?]
A distinta cobertura é construída em aço e concreto com aberturas que são revestidas com uma membrana. A estrutura diagonal rígida de aço em balanço, protege 100% dos assentos, com integração total com a iluminação de refletores. Possui aberturas com formas orgânicas em membrana translúcida, possibilitando a ventilação natural. 2 telões em LED são suspensos da estrutura da cobertura. A Arena possui serviço de alimentação com restaurantes e quiosques para torcedores comuns e VIPs, lojas dentro e fora do estádio e áreas VIP.[carece de fontes?]

## Partidas oficiais de futebol após reconstrução
Apesar da Arena ter sido originalmente agendada com jogos do Campeonato Amazonense de Futebol de 2015, os clubes voltaram atrás pelo alto custo de locação do estádio. O estádio foi usado apenas para a final. Em compensação, o Nacional resolveu usar a Arena para a Série D daquele ano.
Ao receber apenas 12 partidas em 2015, a Arena deu prejuízos operacionais superando R$7 milhões. Para compensar a falta de jogos em 2016, chegaram a receber o representante amazonense no Brasileiro Feminino, o Iranduba, que registrou públicos superiores aos do estadual masculino. Um jogo do Campeonato Carioca entre Vasco e Flamengo, transferido para Manaus pelo fato do Maracanã estar cedido ao Comitê Olímipico Internacional para a realização dos Jogos Olímpicos daquele ano na cidade do Rio de Janeiro, quebrou o recorde de público da Arena estabelecido na Copa do Mundo, com mais de 44 mil pagantes.
Em 2017, o Iranduba trazia muito mais público que todos os times masculinos para a Arena, inclusive quebrando o recorde de público do futebol feminino brasileiro ao conseguir 25.371 espectadores no jogo com o Santos na semifinal do Brasileirão. Os únicos eventos que trouxeram mais espectadores foram não-oficiais, um treino da seleção brasileira e um amistoso entre os amigos dos lutadores José Aldo e Ronys Torres, ambos com troca de alimento por ingresso.

## Público

### Futebol
Estes são os quinze maiores públicos presentes da Arena da Amazônia em partidas de futebol.
| Nº | Público presente | Público pagante | Mandante       | Placar | Visitante      | Competição                         | Data       | Ref.   |
| -- | ---------------- | --------------- | -------------- | ------ | -------------- | ---------------------------------- | ---------- | ------ |
| 1  | 44 896           | 36 215          | Manaus         | 2–2    | Brusque        | Brasileiro - Série D de 2019       | 18/08/2019 | [ 12 ] |
| 2  | 44 500           | 41 850          | Amazonas       | 2–0    | Botafogo-PB    | Brasileiro - Série C de 2023       | 07/10/2023 | [ 13 ] |
| 3  | 44 419           | 40 619          | Vasco da Gama  | 2–0    | Flamengo       | Campeonato Carioca de 2016         | 24/04/2016 | [ 14 ] |
| 4  | 42 391           | 39 561          | Botafogo       | 2–1    | Flamengo       | Brasileiro - Série A de 2014       | 25/10/2014 | [ 15 ] |
| 5  | 40 322           | 40 322          | Honduras       | 0–3    | Suíça          | Copa do Mundo FIFA de 2014         | 25/06/2014 | [ 16 ] |
| 6  | 40 189           | 38 189          | Resende        | 0–0    | Vasco da Gama  | Copa do Brasil de 2014             | 03/04/2014 | [ 17 ] |
| 7  | 40 123           | 40 123          | Estados Unidos | 2–2    | Portugal       | Copa do Mundo FIFA de 2014         | 22/06/2014 | [ 18 ] |
| 8  | 39 982           | 39 982          | Camarões       | 0–4    | Croácia        | Copa do Mundo FIFA de 2014         | 18/06/2014 | [ 19 ] |
| 9  | 39 800           | 39 800          | Inglaterra     | 1–2    | Itália         | Copa do Mundo FIFA de 2014         | 14/06/2014 | [ 20 ] |
| 10 | 38 415           | 38 415          | África do Sul  | 0–0    | Brasil         | Jogos Olímpicos de 2016 - Feminino | 09/08/2016 | [ 21 ] |
| 11 | 36 609           | 36 609          | Brasil         | 2–1    | Colômbia       | Eliminatórias da Copa de 2018      | 06/09/2016 | [ 22 ] |
| 12 | 35 773           | 35 773          | Nacional-AM    | 0–3    | Corinthians    | Copa do Brasil de 2014             | 30/04/2014 | [ 23 ] |
| 13 | 35 689           | 31 369          | Manaus         | 3–0    | Caxias         | Brasileiro - Série D de 2019       | 20/07/2019 | [ 24 ] |
| 14 | 32 061           | 28 191          | Fluminense     | 0–1    | Vasco da Gama  | Campeonato Carioca de 2016         | 17/04/2016 | [ 25 ] |
| 15 | 30 557           | 30 557          | Colômbia       | 2–2    | Estados Unidos | Jogos Olímpicos de 2016 - Feminino | 09/08/2016 | [ 26 ] |

## Eventos Internacionais

### Copa do Mundo FIFA de 2014
A Arena da Amazônia recebeu quatro jogos da Copa do Mundo FIFA de 2014, sendo os quatro jogos da fase inicial:
| Data        | Horário (UTC−4) | Equipe #1      | Placar | Equipe #2 | Grupo   | Público |
| ----------- | --------------- | -------------- | ------ | --------- | ------- | ------- |
| 14 de junho | 18:00           | Inglaterra     | 1 – 2  | Itália    | Grupo D | 39 800  |
| 18 de junho | 18:00           | Camarões       | 0 – 4  | Croácia   | Grupo A | 39 982  |
| 22 de junho | 18:00           | Estados Unidos | 2 – 2  | Portugal  | Grupo G | 40 123  |
| 25 de junho | 16:00           | Honduras       | 0 – 3  | Suíça     | Grupo E | 40 322  |

### Jogos Olímpicos de Verão de 2016
Além da Copa do Mundo de 2014, a Arena da Amazônia sediou também partidas do torneio de futebol dos Jogos Olímpicos de Verão de 2016. Apesar da cidade-sede do evento ser o Rio de Janeiro, partidas do futebol masculino e feminino também foram realizadas em outras cinco cidades, dentre elas estava Manaus. Os jogos ocorreram na Arena da Amazônia, aproveitando os investimentos da Copa do Mundo.
| Data        | Horário (UTC−4) | Equipe #1      | Placar | Equipe #2     | Grupo               | Público |
| ----------- | --------------- | -------------- | ------ | ------------- | ------------------- | ------- |
| 4 de agosto | 18:00           | Suécia         | 2 – 2  | Colômbia      | Grupo B (masculino) | 29 996  |
| 4 de agosto | 21:00           | Nigéria        | 5 – 4  | Japão         | Grupo B (masculino) | 29 996  |
| 7 de agosto | 18:00           | Suécia         | 0 – 1  | Nigéria       | Grupo B (masculino) | 23 892  |
| 7 de agosto | 21:00           | Colômbia       | 2 – 2  | Japão         | Grupo B (masculino) | 26 603  |
| 9 de agosto | 18:00           | Estados Unidos | 2 – 2  | Colômbia      | Grupo F (Feminino)  | 30 557  |
| 9 de agosto | 21:00           | Brasil         | 0 – 0  | África do Sul | Grupo F (Feminino)  | 38 415  |